# Obwód Postawy Armii Krajowej
Obwód Postawy – jednostka terytorialna Związku Walki Zbrojnej, potem Armii Krajowej. Wchodził w skład Inspektoratu C okręgu wileńskiego AK.
Swoim zasięgiem obejmował powiat postawski. Komendantem był por. Zenon Kodź (1911–1998), ps. „Brzoza” z 6 ppLeg.
W obwodzie działały ośrodki dywersyjno-rozpoznawcze w Postawach, Kobylniku i Duniłowiczach.